# Wittisheim
Wittisheim település Franciaországban, Bas-Rhin megyében. Lakosainak száma 2086 fő (2022. január 1.). Wittisheim Bindernheim, Baldenheim, Diebolsheim, Hilsenheim, Muttersholtz, Schwobsheim és Sundhouse községekkel határos.

## Népesség
A település népessége az elmúlt években az alábbi módon változott:
| Lakosok száma | 2066 | 2059 | 2079 | 2054 | 2058 | 2057 | 2067 | 2076 | 2086 |
|               | 2013 | 2015 | 2016 | 2017 | 2018 | 2019 | 2020 | 2021 | 2022 |